# Cassida berolinensis
Cassida berolinensis es un coleóptero de la familia Chrysomelidae.
Fue descrita científicamente por primera vez en 1844 por Suffrian.